# Parafia Ewangelicko-Augsburska w Dzięgielowie
Parafia Ewangelicko-Augsburska w Dzięgielowie – parafia luterańska w Dzięgielowie, należąca do diecezji cieszyńskiej. Jej siedziba mieści się przy ul. Słonecznej 30. 

## Historia

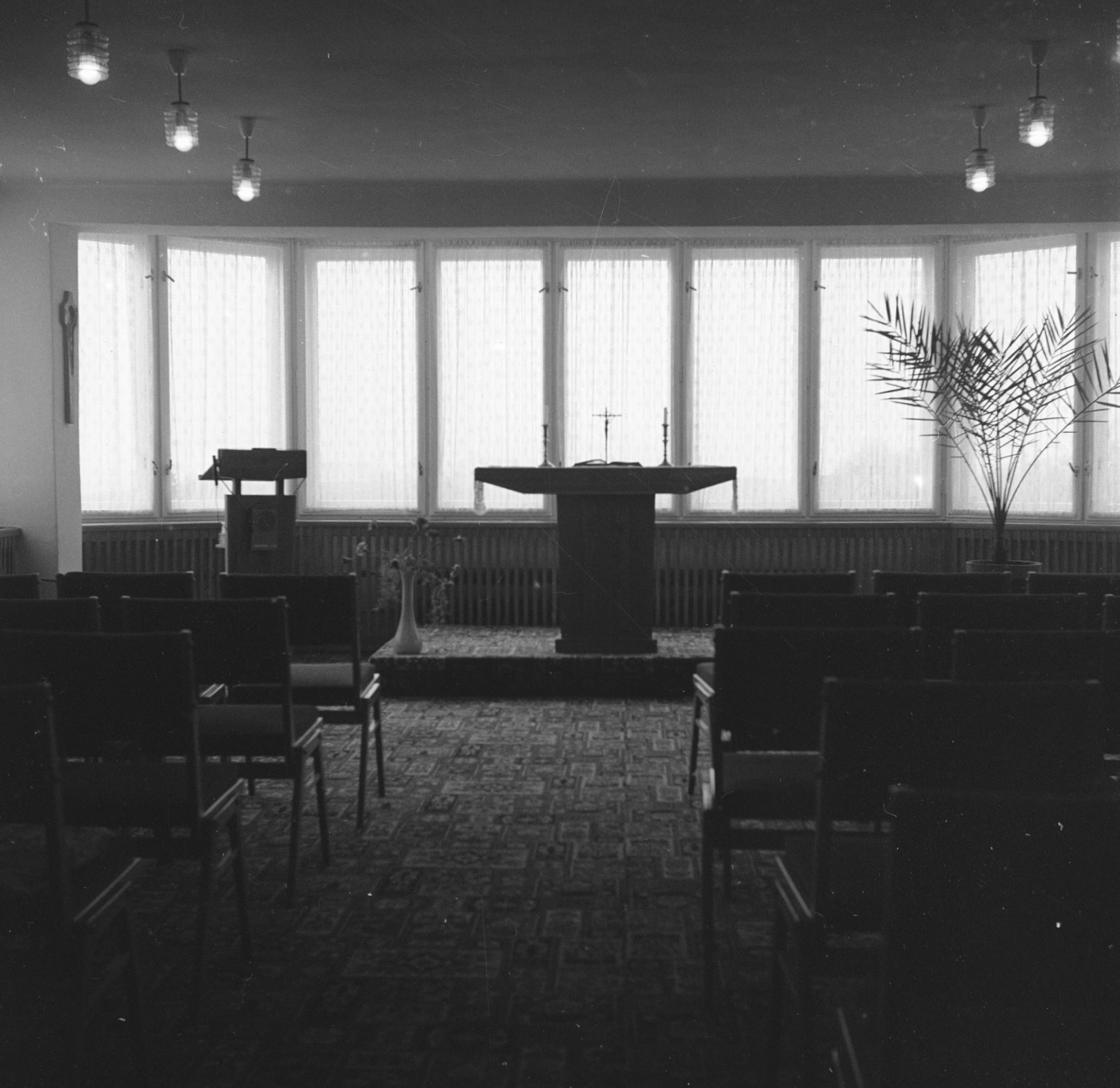
Kaplica w domu macierzystym sióstr diakonis, miejsce nabożeństw filiału w Dzięgielowie w latach 1955-1960

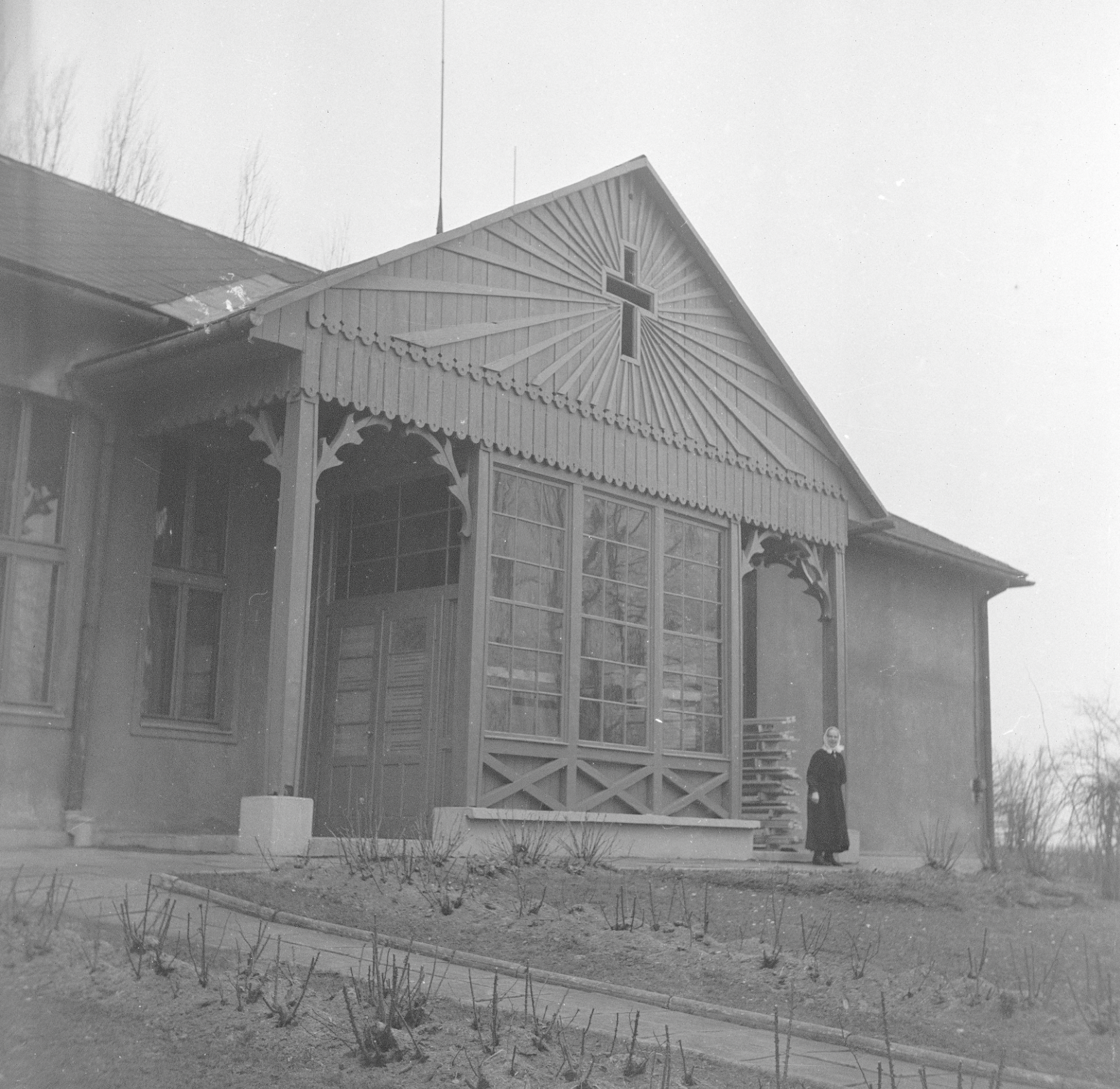
Kaplica „Eben-Ezer” w 1983

Ewangelicy z Dzięgielowa uczęszczali na nabożeństwa do Kościoła Jezusowego w Cieszynie lub kościoła w Goleszowie. Po powstaniu tu Diakonatu „Eben-Ezer” i budowie przez niego w 1921 domu dziecka z kaplicą miejscowi wierni brali udział w prowadzonych w niej nabożeństwach, powstała tu stacja kaznodziejska podległa parafii w Cieszynie.
Po wybuchu II wojny światowej nabożeństwa nie odbywały się, siostry zostały zmuszone do opuszczenia diakonatu, a placówkę opiekuńczą przekształcono na szpital psychiatryczny. 
W 1945 diakonat wznowił działalność, jednak w 1955 budynek domu dziecka został przejęty przez państwo, wobec czego posługi religijne dla filiału zostały przeniesione do powstałej pięć lat wcześniej kaplicy w domu macierzystym sióstr.
W 1960 drewniany pawilon na terenie diakonatu został przebudowany na kaplicę „Eben-Ezer”, mieszczącą 250 wiernych i poświęconą 3 lipca 1960. Opiekę nad kaplicą sprawowały siostry diakonise. Pełniły one też różnorakie funkcje w miejscowym zborze – prowadziły nauczanie w ramach szkółek niedzielnych, zajmowały się pracami porządkowymi i technicznymi w kaplicy, dbały o jej wystój, grały na organach, śpiewały w chórze oraz prowadziły służbę odwiedzinową. 
W budynku mieszczącym kaplicę powstała również zakrystia, która pełniła jednocześnie funkcję salki do prowadzenia szkółek niedzielnych dla jednej z grup, jak również sala zborowa, gdzie prowadzone były różne spotkania dla wiernych filiału, a także pomieszczenie dla rodziców z małymi dziećmi. Obok kaplicy zostało utworzone miejsce rekreacyjne z altaną i przestrzenią do zabawy dla dzieci z przeznaczeniem na plenerowe spotkania dla członków zboru.
1 września 2005 filiał w Dzięgielowie wyodrębnił się z parafii w Cieszynie i został przekształcony w samodzielną parafię, której proboszczem-administratorem został wówczas ks. Emil Gajdacz. Kaplica została wtedy przekazana przez diakonat na własność parafii i przemianowana na kościół, parafia uzyskała również od diakonatu budynek „Salem” zlokalizowany przy ul. Słonecznej, który stał się jej siedzibą. Uroczystości związane z ustanowieniem parafii miały miejsce 4 września 2005, obok proboszcza-administratora ks. Emila Gajdacza wzięli w nich udział m.in. biskup Kościoła Ewangelicko-Augsburskiego w RP ks. Janusz Jagucki, prezes Synodu Kościoła ks. Jan Gross, biskup diecezji cieszyńskiej ks. Paweł Anweiler i biskup-senior ks. Jan Szarek. 
20 listopada 2005 dokonano wyboru nowego proboszcza, którym został ks. Marek Londzin, wprowadzony w urząd 1 stycznia 2006. 17 września 2006 stał się on również duszpasterzem diakonatu.
W 2007 parafia liczyła 660 wiernych.
W związku z rezygnacją ks. Marka Londzina ze stanowiska proboszcza parafii wraz z końcem 2023 z uwagi na przejście przez niego na stanowisko wikariusza w parafii w Starym Bielsku, na okres od 1 stycznia do 29 lutego 2024 administratorem parafii w Dzięgielowie został ks. bp. Adrian Korczago, a od 1 marca 2024 stanowisko proboszcza-administratora objął ks. Arkadiusz Raszka, sprawujący dotychczas funkcję wikariusza w diecezji warszawskiej.

## Działalność
Nabożeństwa w każdą niedzielę i w święta prowadzone są w kościele „Eben-Ezer” położonym przy ul. ks. Karola Kulisza 66. Podczas ich trwanie odbywają się zajęcia szkółki niedzielnej dla dzieci. Regularne nabożeństwa niedzielne i świąteczne mają miejsce również w kaplicy zlokalizowanej w Ewangelickim Domu Opieki przy ul. ks. Karola Kulisza 47. Parafia posiada również Centrum Parafialne „Salem” przy ul. Słonecznej 30.
Działalność prowadzi chór mieszany, chórek dziecięcy „Junior” i zespół „Grupa dla Pana”. Odbywają się ogólnoparafialne spotkania modlitewne, jak również skierowane do kobiet i spotkania modlitewne dla mężczyzn. Mają miejsce także spotkania młodzieżowe i dla małżeństw, spotkania ze Słowem Bożym w kaplicy Domu Sióstr oraz wieczory biblijne.
Na terenie parafii znajdują się Diakonat Eben-Ezer, który opiekuje się Domem Opieki „Emaus” i Ewangelickim Domen Seniora „Emaus II”, oraz siedziba Centrum Misji i Ewangelizacji, organizującego m.in. coroczny Tydzień Ewangelizacyjny.